# Реджайна (аэропорт)
Международный аэропорт Реджайна (ИАТА: YQR, ИКАО: CYQR) — международный аэропорт в Канаде, расположенный 3,7 км к юго-западу от города Реджайна, провинции Саскачеван. Аэропорт находится в ведении администрации аэропорта Реджайна (RAA). По состоянию на 2018 год, является 15-м по загруженности аэропортом Канады.
Аэропорт классифицируется Nav Canada как пограничный аэропорт. В связи с этим, в аэропорту работает агентство пограничных служб Канады (CBSA). Офицеры CBSA в аэропорту могут обслуживать самолёты с не более чем 120 пассажирами.

## История

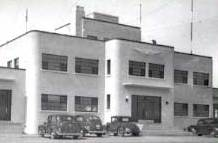
Административное здание в стиле ар-деко и диспетчерская вышка муниципального аэропорта Реджайна. 1939 год

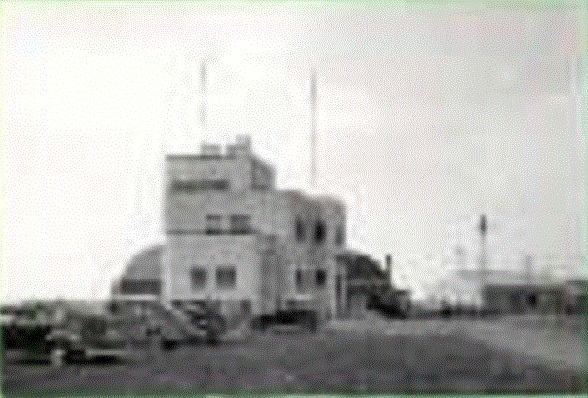
Муниципальный аэропорт Рейджайны

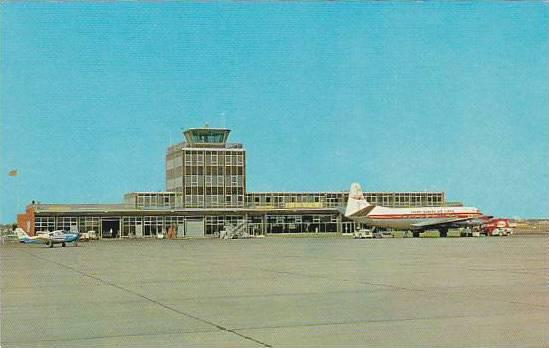
Второй аэропорт Реджайна, середина 1960-х до расширения и ремонта в 1983-86 гг.

### Ранний период (1911—1928)
В 1911 году в Реджайне появился первый аэродром, принадлежавший барнстормеру по прозвищу «Счастливый Боб», осуществлявший полёты на биплане Curtiss D.
После первой мировой войны, житель города Роланд Грум вернулся с военной службы в качестве летного инструктора в Южном Онтарио и вместе с партнерами основал компанию под названием «Aerial Service Co.». Его примитивный аэродром располагался недалеко от нынешнего перекрёстка Хилл-авеню и Кэмерон-стрит в южном районе города Лейквью. В мае 1920 года, регулирующие органы федерального правительства присвоили этому полю статус первой в Канаде лицензированной «воздушной гавани». Грум также получил канадскую лицензию коммерческого пилота № 1, а механик Роберт МакКомби получил лицензию авиационного инженера № 1.

### Нынешнее место (1928—1939)
Первоначальные работы на участке прошли с 1928 до 1930 гг. Здание аэровокзала было построено в 1940 году. Регулярные рейсы первоначально предоставлялись авиакомпанией Prairie Airways (с 1938 г.), а затем Trans-Canada Air Lines (с 1939 г.).

### Вторая мировая война (1939—1945)
С начала войны, Regina Flying Club активно участвовал в подготовке Королевских ВВС Канады (RCAF). Большая часть обучения проводилась в муниципальном аэропорту Реджайна. Реализация плана авиационной подготовки Британского Содружества в начале 1940-х годов привела к созданию 11 ноября 1940 года в аэропорту № 15 начальной школы лётной подготовки (EFTS) и базы RCAF Regina. Школа находилась в ведении Regina Flying Club и работала на этом месте до закрытия в 11 августа 1944 года.

#### Аэродром
Примерно в 1942 году, аэропорт был внесен в список RCAF & D of T Aerodrome — Regina, Saskatchewan в 50°26′ с. ш. 104°39′ з. д. с отклонением 17 градусов на восток и высотой 1885 футов (575 м). Три взлётно-посадочные полосы были перечислены следующим образом:
| Номер ВПП | Длина               | Ширина           | Поверхность         |
| --------- | ------------------- | ---------------- | ------------------- |
| 3/21      | 3300 футов (1000 м) | 150 футов (46 м) | Твёрдая поверхность |
| 12/30     | 3725 футов (1135 м) | 150 футов (46 м) | Твёрдая поверхность |
| 7/25      | 3725 футов (1135 м) | 150 футов (46 м) | Твёрдая поверхность |

### Взлётно-посадочная полоса Брора
Основная вспомогательная посадочная полоса (R1) для базы RCAF Regina во время войны располагалась к северу от города, на 50°33′46″ с. ш. 104°38′57″ з. д.

### Послевоенный период (1945-90)
Новое здание аэровокзала было построено в 1960 году. Капитальный ремонт здания проведён в 1983—1986 гг.

### Настоящие время
Расширение, стоимостью 24 миллиона долларов, началось в январе 2004 года, в результате чего, пропускная способность аэропорта увеличилась до 1,2 миллиона пассажиров в год. Первый этап расширения включал расширение терминала и включал в себя более просторное помещение для ожидания рейсов, ещё один пассажирский трап, расширение зоны прибытия международных рейсов и дополнительные карусели для багажа. Первый этап был завершён в августе 2005 года.
В настоящее время осуществляется второй этап, который включает в себя дальнейшее расширение служб безопасности и объектов для новых арендаторов, таких как магазины и заведения общественного питания (включая заведения сети Tim Hortons).

### Запланированное обслуживание
1 мая 1995 года, в соответствии с соглашением об открытом небе между Канадой и США, авиакомпания Northwest Airlines начала выполнять рейсы в Миннеаполис — Сент-Пол . Затем United Express начала беспосадочные рейсы в Чикаго и Денвер. В 1996 году WestJet начала обслуживание самолётов Boeing 737-200. Air Canada, совершавшая регулярные рейсы в Реджайну с 1939 года, в 2005 году прекратила их, передав это своей дочерней компании Air Canada Jazz и своему флоту Canadair Regional Jets (CRJ). Регулярные рейсы в Торонто были возобновлены 2 ноября 2008 г. на самолётах Embraer E-190. Летом 2010 года, Air Canada Jazz ввела летние сезонные рейсы между Реджайной и Оттавой на самолётах CRJ-705, а в конце 2013 года WestJet Encore начала выполнять рейсы в Калгари на самолётах Dash 8 Q400. С тех пор Эдмонтон и Виннипег были добавлены к сети WestJet Encore из аэропорта Реджайна. Начиная с лета 2014 года, WestJet также включила два еженедельных рейса в Лас-Вегас.
В конце 2014 года, United Airlines прекратила рейсы в Чикаго, а 28 февраля 2015 года — в Денвер. В мае 2016 года Delta Air Lines подтвердила, что рейсы в Миннеаполис прекратятся 31 июля 2016 года, что означает прекращение последнего круглогодичного рейса из Реджайны в США.
В течение короткого периода времени в 2016 году лоукостер Flair Airlines выполнял рейсы в Келоуна, прежде чем приостановить обслуживание 1 ноября 2016 года. 24 августа 2020, Flair Airlines возобновила сообщение с Торонто и Ванкувером.
По состоянию на 2019 год, генеральный директор аэропорта Реджайна вёл переговоры с несколькими авиакомпаниями о возможных рейсах обратно в США с увеличением количества пассажиров на 1,55 % в 2018 году. Последний рейс в Соединенные Штаты был осуществлён в 2016 году авиакомпанией Delta Airlines в международный аэропорт Миннеаполиса .
Air Canada на неопределенный срок приостановила свои рейсы из Реджайны в Виннипег, Оттаву и Саскатун в июне 2020 года из-за финансовых последствий пандемии COVID-19 в Канаде.
Авиакомпания Sunwing Airlines также приостановила на неопределённый срок рейсы из Реджайны на некоторые направления на зимний сезон 2020/2021 из-за последствий пандемии COVID-19.
15 ноября 2021 года, авиакомпания Swoop объявила, что с 16 июня 2022 года будет производить рейсы два раза в неделю между Реджайной и Эдмонтоном.

## Услуги для пассажиров
Различного рода места для пассажиров в аэропорту находятся на капитальном ремонте. В конце 2013 и начале 2014 года, администрация аэропорта Реджайна (RAA) предприняла усилия по разработке и реализации стратегии по улучшению розничной торговли, продуктов питания и напитков в международном аэропорту Реджайна. В настоящее время услуги включают круглосуточный магазин сэндвичей Subway, Tim Hortons Express, Relay (магазин беспошлинной торговли) и магазин Rumor Handcrafts. Кроме того, в здание аэровокзала расположена лаундж-зона Air Canada Maple Leaf, детская игровая площадка и историческая экспозиции. По аэровокзалы расставлены различные торговые автоматы. Есть бесплатный Wi-Fi. Непосредственно перед пунктом безопасности есть также четырёхвалютный банкомат, который выдает доллары США, доллары Канады, евро и фунты.
В настоящее время, ресторан, расположенный на втором этаже, закрыт на ремонт. С 1 апреля по 1 октября 2015 года аэропорт Реджайна работал над дополнительными и расширенными вариантами общественного питания до и после прохода контроля безопасности, расширяла розничные услуги после пункта безопасности и улучшала планировку в главном ресторане.
Расширения включают:
- Главный этаж здания аэровокзала: Subway, Tim Hortons Express, Rumour Handcraft
- Перед контролем: Subway, Tim Hortons, Skyway Café, Relay
- После контроля: Brioche Dorée, Tim Hortons Express, Skyway Lounge, Relay, Sky Grill

## Обслуживание аэропорта
В аэропорту работает пожарная служба, состоящая из 10 человек. В части базируются два ARFF Rosenbauer Panther 6x6, а также машина быстрого реагирования Rosenbauer AirWolf.
В 2012 году, RAA завершила ремонт существующего пожарного депо аэропорта.
В настоящие время, из аэропорта в город можно добраться только на такси или личном транспорте в связи с приостановленной деятельностью транспортной компании Regina Transit, осуществлявшей автобусное сообщение с городом Реджайна.

### Регулярные рейсы

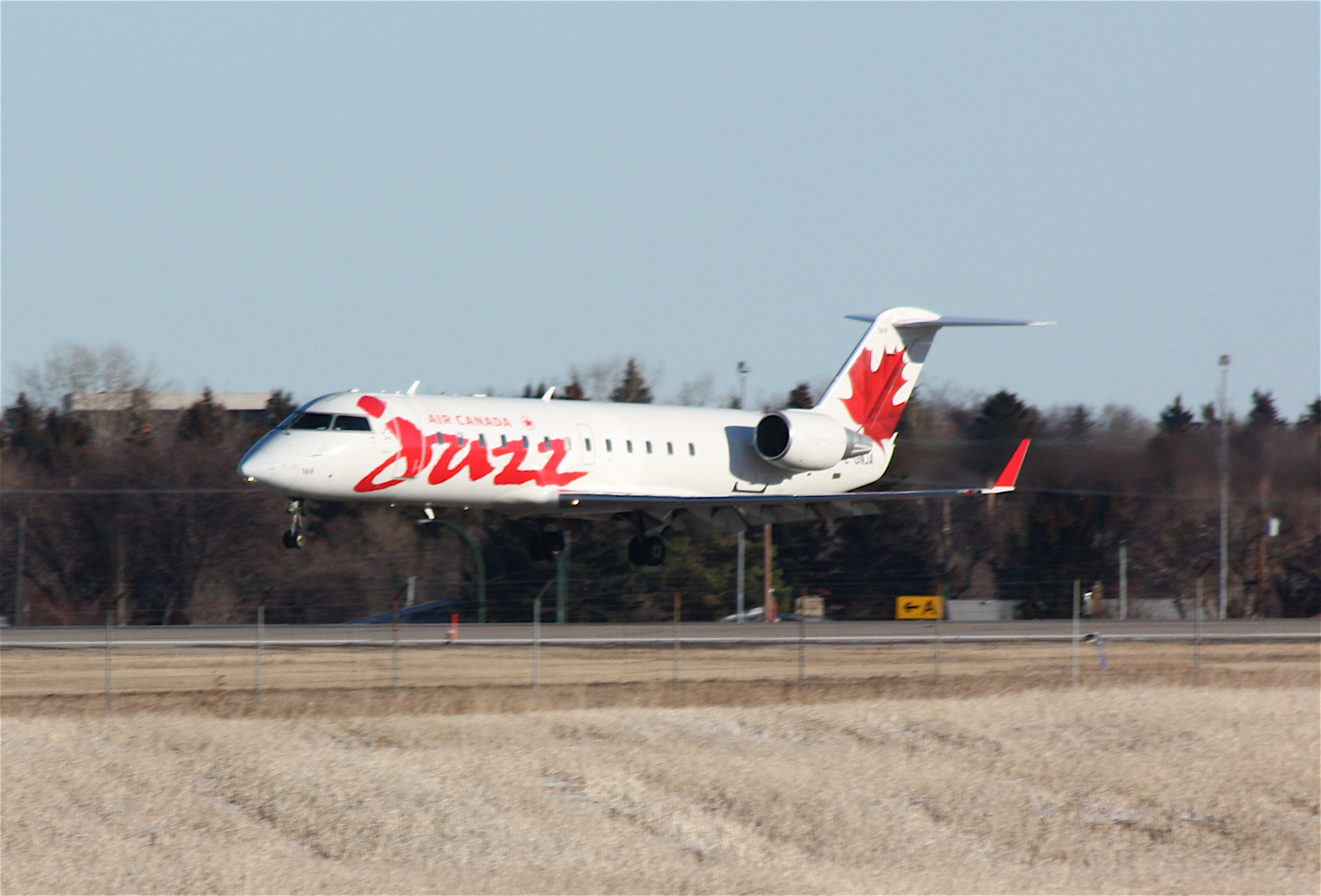
Посадка Bombardier CRJ200 авиакомпании Air Canada Jazz

## Статистика

### Годовой трафик
Данные из запроса в Викиданные.
С 2013 года, трафик в международном аэропорту Реджайна в основном оставался на прежнем уровне, ежегодно обслуживая около 1 250 000 пассажиров. Однако в 2018 году, RAA показал рост на 1,55 % .
| Год  | Пассажиры | % Изменять |
| ---- | --------- | ---------- |
| 2010 | 1 120 134 | ▬          |
| 2011 | 1 141 177 | ▲ 1,9 %    |
| 2012 | 1 185 715 | ▲ 3,9 %    |
| 2013 | 1 227 224 | ▲ 3,5 %    |
| 2014 | 1 262 577 | ▲ 2,9 %    |
| 2015 | 1 255 957 | ▼ −0,5 %   |
| 2016 | 1 262 899 | ▲ 0,5 %    |
| 2017 | 1 219 311 | ▼ −3,4 %   |
| 2018 | 1 238 239 | ▲ 1,55 %   |
| 2019 | 1 163 562 | ▼ −6,0 %   |
| 2020 | 147 772   | ▼-87,3 %   |

## Происшествия
- 18 ноября 1938 года сразу после взлёта из Аэропорта Реджайна разбился Lockheed 14-H2 Super Electra[англ.]. Погибли все 2 человека на борту[15].